# ヘニッジ・フィンチ (第2代エイルズフォード伯爵)

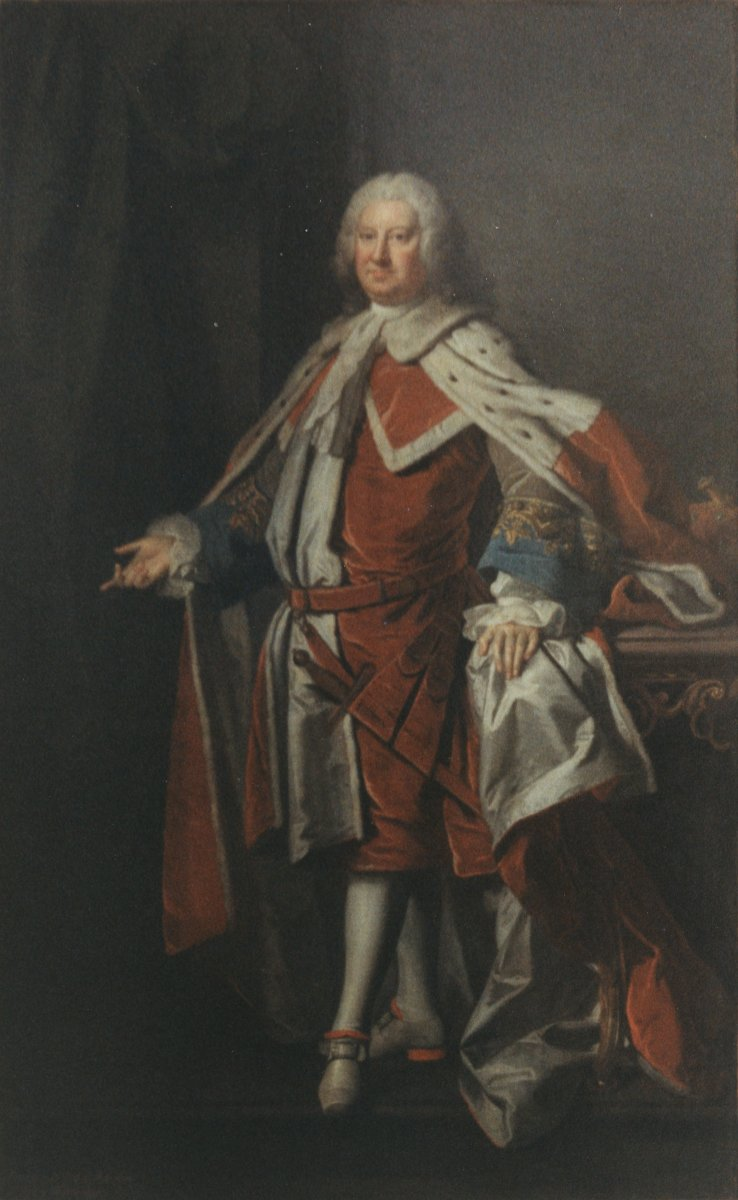
トマス・ハドソンによる肖像画、1740年ごろ。

第2代エイルズフォード伯爵ヘニッジ・フィンチ（英語: Heneage Finch, 2nd Earl of Aylesford、1683年8月27日洗礼 – 1757年6月29日）は、グレートブリテン王国の貴族、政治家。1714年から1719年までガーンジー卿の儀礼称号を使用した。

## 生涯
初代エイルズフォード伯爵ヘニッジ・フィンチとエリザベス・バンクス（Elizabeth Banks、初代準男爵サー・ジョン・バンクスの娘）の息子として、オルベリーで生まれた。ウェストミンスター・スクールで教育を受けた後、1700年6月27日にオックスフォード大学クライスト・チャーチに入学した。
1704年11月、メイドストーン選挙区の補欠選挙で当選して庶民院議員になった。この時期はちょうど便宜的国教徒禁止法案が提出された時期であり、高教会派の家族出身であるフィンチは順当に賛成票を投じた。しかし、翌1705年の総選挙で敗北して議席を失った。落選後は一時的に一介の地方ジェントルマンのような生活を送った。
1710年春にトーリー党が政権を握る勢いを見せると、フィンチは同年の総選挙でメイドストーン選挙区とサリー選挙区から出馬、メイドストーン選挙区では落選したがサリー選挙区で当選した。この時期はトーリー党員として活動、1711年6月にはロバート・ハーレーがフィンチを王室宝石管理長官に任命して支持を確保しようとした。しかし、1713年に入ると「気まぐれ」を見せるようになり、トーリー党員にもかかわらず「スペインなくして講和なし」の動議を支持、1714年にはボリングブルック子爵がハーレーにフィンチの解任を求めたが受け入れられなかった。フィンチは1714年8月のジョージ1世即位を支持して官職の留任につながり、1715年ジャコバイト蜂起でも政府を支持したが、結局蜂起に参加したジャコバイト貴族の処刑に反対した廉で1716年初に解任された。
1719年7月22日に父が死去すると、エイルズフォード伯爵の爵位を継承、以降は貴族院でトーリー党員として活動した。
1757年6月29日に死去、息子ヘニッジが爵位を継承した。

## 家族
1712年12月9日、アン・フィッシャー（Ann Fisher、1740年5月28日没、第3代準男爵クレメント・フィッシャーの娘）と結婚、1男3女をもうけた。
- ヘニッジ（1715年11月6日 – 1777年5月9日） - 第3代エイルズフォード伯爵、子供あり
- メアリー（1717年5月1日 – 1803年3月16日埋葬） - 1736年11月6日、アンドーヴァー子爵ウィリアム・ハワードと結婚、子供あり
- エリザベス（1793年12月19日没）
- フランシス（1721年2月4日 – 1761年12月19日） - 1741年4月2日、初代コートネイ子爵ウィリアム・コートネイと結婚、子供あり[6]

第2代エイルズフォード伯爵はこの結婚を通じてパッキントンの領地を獲得した。